# Boy Better Know
Boy Better Know (BBK) – brytyjska grupa wykonujący muzykę grime, a także wytwórnia muzyczna, marka ubrań oraz, przez pewien okres, sieć komórkowa. Grupa została założona w Londynie przez Jme oraz jego brata Skeptę i Wileya pod koniec 2005 roku. Cała biznesowa strona marki Boy Better Know została stworzona i rozwinięta przez Jme, który jest też obecnie CEO spółki Boy Better Know Ltd.
Najbardziej znanym utworem grupy jest „Too Many Man” wydany w 2009 roku. Singel powstał w następstwie irytacji Skepty z powodu „braku kobiet w klubach”. Kolejnym singlem jest utwór „Goin’ In” wydany w roku 2010. W sierpniu 2013 roku w serwisie YouTube niespodziewanie pojawił się nowy utwór Boy Better Know zatytułowany „Greenhouse” nagrany wraz z członkami grupy Roll Deep – Scratchy’m i Riko Dan’em. Teledysk pokazuje wycieczkę grupy do Amsterdamu.
W listopadzie 2012 roku wystąpili w Red Bull Culture Clash i go wygrali. Ponownie wystąpili w 2014, ale przegrali z Rebel Sound.

## Członkowie
- Skepta (od 2005)
- Jme (od 2005)
- Wiley (od 2005)
- Frisco (od 2005)
- Jammer (od 2005)
- DJ Maximum (od 2005)
- Shorty (od 2006)
- Solo 45 (od 2006)
- Drake (od 2016)

## Dyskografia
Wybrane pozycje. Pełna dyskografia dostępna tutaj

### Albumy studyjne
- Wiley – Da 2nd Phaze (2006)
- Skepta – Greatest Hits (2007)
- JME – Famous? (2008)
- Skepta – Microphone Champion (2009)
- JME – Blam! (2010)
- Frisco – Fully Grown (2010)
- Skepta – Konnichiwa (2016)

### Single grupy BBK
- Boy Better Know – „Too Many Man” (2009)
- Boy Better Know – „Goin’ In” (2010)

### Mixtape’y wydane w wytwórni muzycznej Boy Better Know
- Wiley – Tunnel Vision Volume 1 (2006)
- Wiley – Tunnel Vision Volume 2 (2006)
- Wiley – Tunnel Vision Volume 3 (2006)
- Wiley – Tunnel Vision Volume 4 (2007)
- Wiley – Tunnel Vision Volume 5 (2007)
- JME – Boy Better Know Edition 1 – Shh Hut Yuh Muh (2006)
- JME – Boy Better Know Edition 2 – Poomplex (2006)
- JME – Boy Better Know Edition 3 – Derkhead (2006)
- JME – Boy Better Know Edition 4 – Tropical (2006)
- JME – Boy Better Know – Tropical 2 (2011)
- Skepta – Been There Done That (2010)
- Skepta – Community Payback (2011)
- Skepta – Blacklisted (2012)
- Shorty – Short Man Syndrome (2010)
- Shorty – Short Notice (2011)
- Frisco – Back 2 Da Lab Vol 1 (2006)
- Frisco – Back 2 Da Lab Vol II (2007)
- Frisco – Back 2 Da Lab Vol III (2009)
- Frisco – Back 2 Da Lab Vol 4 (2012)
- Frisco – British Nights (2014)
- Tinchy Stryder – I’m Back U Know (2006)
- Tinchy Stryder – Lost and Found (2006)